# Montezuma-Zwergflusskrebs
Der Montezuma-Zwergflusskrebs (Cambarellus montezumae) oder Mexikanischer Zwergflusskrebs ist ein Flusskrebs der Gattung Zwergflusskrebse (Cambarellus). Er lebt im Süßwasser der mexikanischen Hochebene und entlang der Golfküste. Benannt ist er nach dem aztekischen Herrscher Montezuma, der in Tenochtitlán im „Mexiko-Becken“ lebte, wo die Art auch vorkommt. Die Art wurde 1857 von Henri de Saussure als Cambarus Montezumae beschrieben. Es wurden zahlreiche Unterarten bestimmt, die einige Autoren als Arten ansahen.

## Beschreibung
Der männliche Montezuma-Zwergflusskrebs wird durchschnittlich 30 bis 35 mm lang, die Weibchen werden mit bis zu 40 mm etwas größer. Es wurden aber auch schon Exemplare mit bis zu 7 Zentimeter gefangen. Die Farbe ist meist hellbraun bis kaffeebraun, manchmal auch gefleckt, wobei die Scheren der Männchen oft rötlich sind.
Die Art ist im Gegensatz zu vielen anderen Krebsarten überaus friedlich. Es kommt öfter vor, dass einzelnen Krebsen eine Schere fehlt. Dies sind oft Weibchen, denen ein Männchen die Schere bei der Paarung abgerissen hat. Diese wächst aber mit der folgenden Häutung nach.

## Ernährung
Der Montezuma-Zwergflusskrebs ist ein Allesfresser. Er frisst ins Wasser gefallene Früchte und Blätter, Fische und Aas.

## Nutzung
Der Montezuma-Zwergflusskrebs wurde 1997 von der FAO in einer Studie über die Fischerei in kleineren Süßgewässern Mexikos zu den „Hauptarten von wirtschaftlicher Bedeutung (major species of economic importance)“ gezählt. Dieser Zwergflusskrebs wird in Mexiko ganzjährig gefangen, die jährliche Fangmenge wurde in der Studie mit 33 Tonnen angegeben.

## Haltung
Cambarellus montezumae ist wegen seiner geringen Größe und relativ leichten Haltung wie andere Zwergflusskrebse ein beliebtes Aquarientier geworden. Er ist jedoch wesentlich lebhafter und anderen Arten gegenüber aggressiver als der ähnliche Cambarellus shuffeldtii, weshalb er meist in einem Artaquarium gehalten wird. In der Aquarienhaltung frisst die Art auch Eichen- und Buchenblätter, Fischfutter und Gemüse.